# Saint-Marcel-lès-Sauzet
Saint-Marcel-lès-Sauzet is een gemeente in het Franse departement Drôme (regio Auvergne-Rhône-Alpes). De plaats maakt deel uit van het arrondissement Nyons. Saint-Marcel-lès-Sauzet telde op 1 januari 2022 1.231 inwoners.

## Geografie
De oppervlakte van Saint-Marcel-lès-Sauzet bedraagt 3,98 vierkante kilometer; de bevolkingsdichtheid is 324 inwoners per km² (per 1 januari 2019).

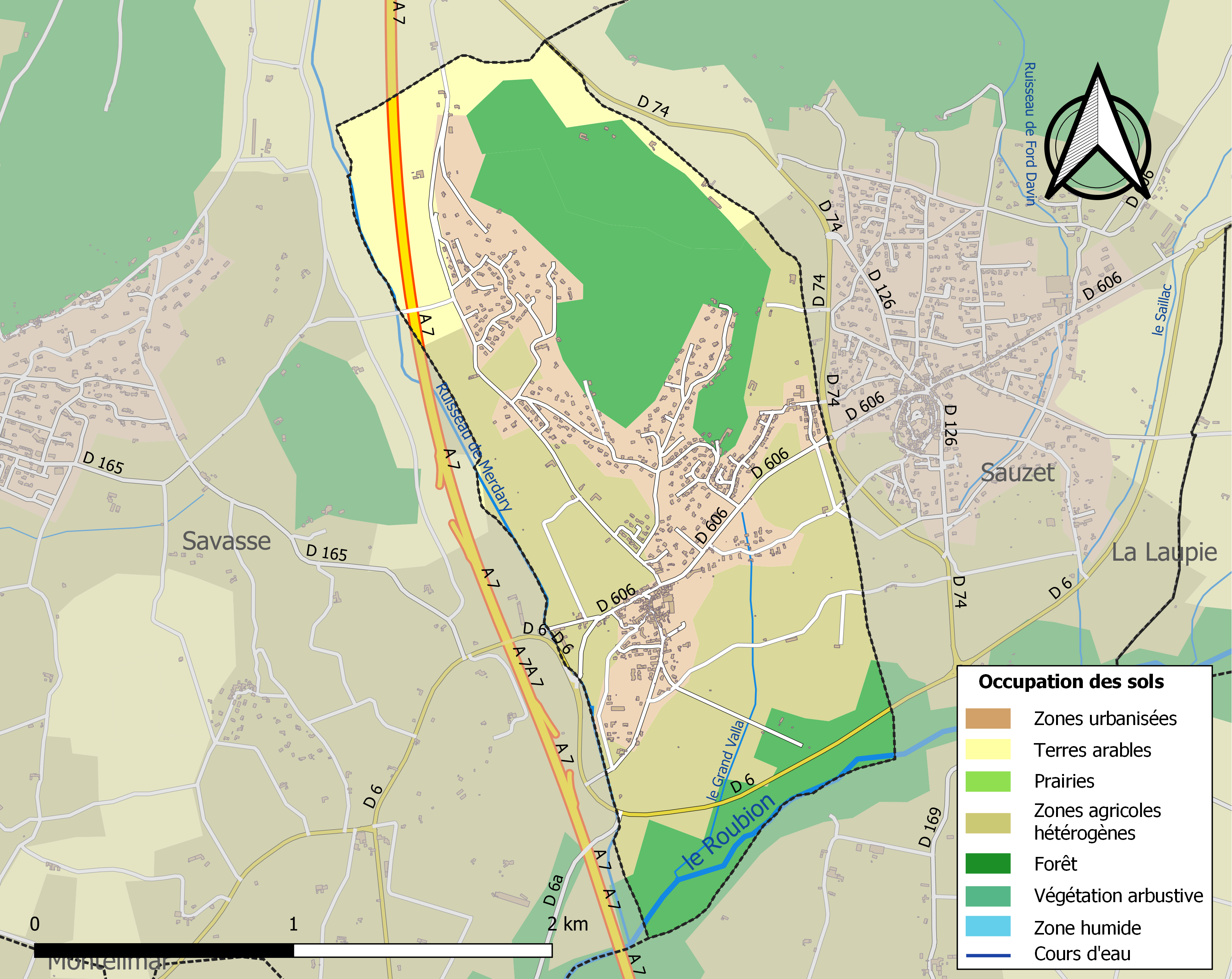
Kaart van de gemeente met belangrijkste infrastructuur, bodemgebruik en omliggende gemeenten

## Demografie
Onderstaande figuur toont het verloop van het inwonertal (bron: INSEE-tellingen).